# Tatarszczyzna (rejon werenowski)
Tatarszczyzna (biał. Татаршчына; ros. Татарщина) – wieś na Białorusi, w obwodzie grodzieńskim, w rejonie werenowskim, w sielsowiecie Bolciszki, nad Dzitwą.
W XIX w. zamieszkała wyłącznie przez katolików. W dwudziestoleciu międzywojennym leżała w Polsce, w województwie nowogródzkim, w powiecie lidzkim, w gminie Raduń.